# Staryj Oskol
Staryj Oskol (russisk: Старый Оскол, tr. Staryj Oskol) er en by i Belgorod oblast i den europæiske del af Den Russiske Føderation. Staryj Oskol er placeret ved sammenløbet af floderne Oskol og Oskolets og har 217.107 (2024) indbyggere. Byen blev grundlagt i 1593 og ligger 153 km nordøst for oblastens administrative center Belgorod, nær grænsen til Kursk oblast.

## Geografi
Staryj Oskol ligger omkring 605 km syd for Moskva, 146 km sydvest for Kursk og 220 km nordøst for den ukrainske by Kharkiv. Byen udgør et vigtigt center for et større byområde i den centrale sortjords regionen. De to byer Staryj Oskol og Gubkin, 28 km mod vest, udgør et samlet bymæssigt område med mere end 410 000 indbyggere.

### Klima
Staryj Oskol har koldt tempereret klima, i følge  Köppens klimaklassifikationDfb Der er en stor nedbør i Staryj Oskol, selv i den tørreste måned. Den gennemsnitlige temperatur i Staryj Oskol er 6,5 °C, og den gennemsnitlige årlige nedbør er på 560 mm.

Nedbøren er mindst i marts, med et gennemsnit på 28 mm. Den største mængde nedbør falder i juli med et gennemsnit på 68 mm.
|  |

## Historie
Staryj Oskol voksede op omkring en fæstning, der var en del af de sydlige voldanlæg til forsvar af Moskva, der blev grundlagt i 1593 for at sikre Zar-Ruslands østlige grænse mod angreb af Krim tatarerne. Byen blev erobret af Den polsk-litauiske realunion i 1617 og brændt ned, men blev genopbygget kort tid efter. Byen var en krigsskueplads i russiske borgerkrig. I 1919 var Staryj Oskol kortvarigt var det tyske lydregering "Hetmanatet" i det nuværende Ukraine. Under Anden Verdenskrig blev Staryj Oskol besat af Wehrmacht fra sommeren 1942 til februar 1943. Staryj Oskol blev atter befriet under med Voronezj-Kastornoje operationen af enheder fra Voronezjfronten. Industrialiseringen og befolkningstilvæksten inledtes i stor skala efter Anden Verdenskrig.
Den 5. maj 2011 udstedte Dmitrij Medvedev, den daværende russiske præsident, et dekret, der tildelte byen ærestitlen "Militært ærefuld by" (russisk: Gorod voinskoj slavy). En ubåd er opkaldt efter Staryj Oskol.

### Befolkningsudvikling
| År   | Indbyggere |
| ---- | ---------- |
| 1897 | 15.617     |
| 1939 | 10.946     |
| 1959 | 27.474     |
| 1970 | 51.533     |
| 1979 | 114.946    |
| 1989 | 173.917    |
| 2002 | 215.898    |
| 2010 | 221.085    |

Note: Folketællings data

## Økonomi
Stary Oskol er en mineby, hvor der udvindes jernmalm i Magnetanomalien ved Kursk, en af verdens største malmforekomster. Den seneste 50 år er der blevet brudt mere end otte millioner tons jernmalm om året, der efterfølgende forarbejdes. Derudover fremstilles der industrielt udstyr til minedrift, maskindele og fødevarer.
På grund af byens betydning i jernmalmindustrien er en gren af "Moskvas statsinstitut for stål og legeringer" placeret i byen.